# 興直堡
興直堡，是台灣北部自清治時期至日治初期的一個行政區劃，其範圍包括今新北市的三重區全部，新莊區東部及五股區東南部。
興直堡在清代範圍甚廣，雍正8年之贌耕字可見「東至港，西至八里坌山腳，南至海山山尾，北至干荳山」，即最北至八里坌山（今稱觀音山，因此八里坌山曾稱興直山，南至龜崙嶺、北至頭前庄）。之後由於堡里陸續成立，範圍漸小，日治初期1900年代土地調查後，確立以新莊附近為主。
興直堡西邊為八里坌堡，北邊為芝蘭二堡，東北邊為芝蘭一堡，東邊為大加蚋堡，南邊為擺接堡，西南端為海山堡。

## 管轄街庄
興直堡共轄11個庄：
- 今新莊區境內：新、頭前庄、中港厝庄、海山頭庄、營盤庄、桕仔林庄、埤角庄
- 今五股區境內：更藔庄、新塭庄
- 今三重區境內：二重埔庄、三重埔庄